# Warren Foster
Warren Foster (Brooklyn, 24 de outubro de 1904 - San Clemente, 13 de dezembro de 1971) foi um roteirista, cartunista e compositor americano da divisão de animação da Warner Brothers e mais tarde com Hanna-Barbera. 

## Biografia
Foster nasceu no Brooklyn, Nova York, filho de Marion B. Foster e Charles C. Foster. Foi educado na Brooklyn Technical High School e mais tarde no Pratt Institute, ingressando na ASCAP em 1956. 

## Carreira
A longa carreira de Foster na Warner Brothers começou em 1938 como roteirista do curta, Porky em Wackyland, do Porky Pig, e terminou quase 171 desenhos animados depois, no final de 1958, depois de terminar seu trabalho no curta Tweety Pie, Tweet Dreams . Ele foi o compositor da música tema de Tweety, I Tawt I Taw A Puddy Tat. 
Ele trabalhou, às vezes sem créditos, em desenhos animados considerados entre os melhores de todos os tempos, incluindo Porky em Wackyland, Book Revue, The Great Piggy Bank Robbery e Daffy Doodles, os três últimos com Daffy Duck em 1946, Catty Cornered com Sylvester the Cat em 1953 e Bugs e Thugs apresentando Bugs Bunny em 1954. 
Sua carreira deu uma guinada para cima em 1959 na Hanna-Barbera, onde passou os sete anos seguintes como roteirista em vários notáveis programas de animação, começando com o The Huckleberry Hound Show. Ele contribuiu para a comédia, enredo e desenvolvimento de personagens de programas como The Yogi Bear Show, Loopy De Loop e The Flintstones, incluindo seu trabalho final no longa-metragem The Man Called Flintstone, em 1966. 
Iwao Takamoto disse sobre o trabalho de Foster no The Flintstones: "Eu acredito que a influência dele foi um dos fatores principais para o sucesso". 
Foster é creditado com o controverso desenho animado proibido Coal Black e de Sebben Dwarfs.

## Morte
Warren Foster morreu em 13 de dezembro de 1971 em San Clemente, Califórnia. Foi enterrado no El Toro Memorial Park, em Lake Forest, Califórnia. 